# Casey (forskningsstation)
Caseystationen (engelska: Casey Station) är en australiensk forskningsstation i Vincennes Bay i Wilkes Land. Stationen bemannas året om, och drivs av Australian Antarctic Division (ADD).

## Historia
Casey ligger i närheten av den nedlagda Wilkes Station, som etablerades av USA i samband med det internationella polaråret (IGY) 1957/1959. Australien övertog Wilkes efter IGY, men den hade redan då blivit obrukbar på grund av snöansamlingen. I slutet av 1960-talet blev den första Caseystationen, uppkallade efter Richard Gardiner Casey, upprättad på motsatta sidan av Newcomb Bay. Dess byggnader uppfördes på pålar, så att vinden kunde passera under dem, och så att snön inte så lätt begravde dem. Byggnaderna kopplades samman av rör av korrugerad plåt. Denna lösning fungerade väl under en tid.
Den nuvarande huvudbyggnaden, Big Red Shed, byggdes i slutet av 1980-talet som en del av det australiensiska regeringens antarktiska återuppbyggnadsprogram. Den blev förhandstillverkad i Hobart, och togs i bruk 1988.  Den är en av de största byggnaderna på den Antarktiska kontinenten.

## Forskning
En av huvudorsakerna till Caseys placering är möjligheten att studera Law Dome, en miniatyrversion av det antarktiska istäcket.

## Flygfält
Casey spelar en viktig roll som knutpunkt för det australienska antarktisprogrammet. Flyg från Hobart landar på Wilkins Runway, 65 km söder om Casey Station. Den mindre Casey Station Skiway ligger åtta kilometer öster om stationen, och öppnade 2004.